# Рецепторно-опосредованный эндоцитоз
Рецептор-опосредованный эндоцитоз, также называемый клатрин-опосредованным эндоцитозом — эндоцитоз, при котором мембранные рецепторы связываются с молекулами поглощаемого вещества, или молекулами, находящимися на поверхности фагоцитируемого объекта — лигандами (от лат. ligare — связывать). В дальнейшем (после поглощения вещества или объекта) комплекс рецептор-лиганд расщепляется, и рецепторы могут вновь вернуться в мембрану.
Одним из примеров рецепторно-опосредованного эндоцитоза может служить фагоцитоз бактерии лейкоцитом. Так как на плазмалемме лейкоцита имеются рецепторы к иммуноглобулинам (антителам), то скорость фагоцитоза возрастает, если поверхность клеточной стенки бактерии покрыта антителами (опсонинами — от греч. opson — приправа).

## Процесс
Хотя рецепторы и их лиганды могут быть введены в клетку с помощью нескольких механизмов (например, кавеолина и липидного рафта), клатрин-опосредованный эндоцитоз остается наиболее изученным. Клатрин-опосредованный эндоцитоз многих типов рецепторов начинается с лигандов, связывающихся с рецепторами на плазматической мембране клетки. Затем лиганд и рецептор будут рекрутировать адаптерные белки и трискелионы клатрина к плазматической мембране вокруг того места, где будет происходить инвагинация. Затем происходит инвагинация плазматической мембраны, образуя ямку, покрытую клатрином. Другие рецепторы могут образовывать ямку, покрытую клатрином, что позволяет образовываться вокруг рецептора. Зрелая ямка отщепляется от плазматической мембраны с помощью мембраносвязывающих и расщепляющихся белков, таких как динамин (а также других белков BAR-домена), образуя пузырь, покрытый клатрином, который затем распаковывается клатрином и обычно сливается с сортирующей эндосомой. После слияния эндоцитозированный груз (рецептор и/или лиганд) затем может быть отсортирован по лизосомальному, рециклинговому или другим путям транспортировки.

## Функция

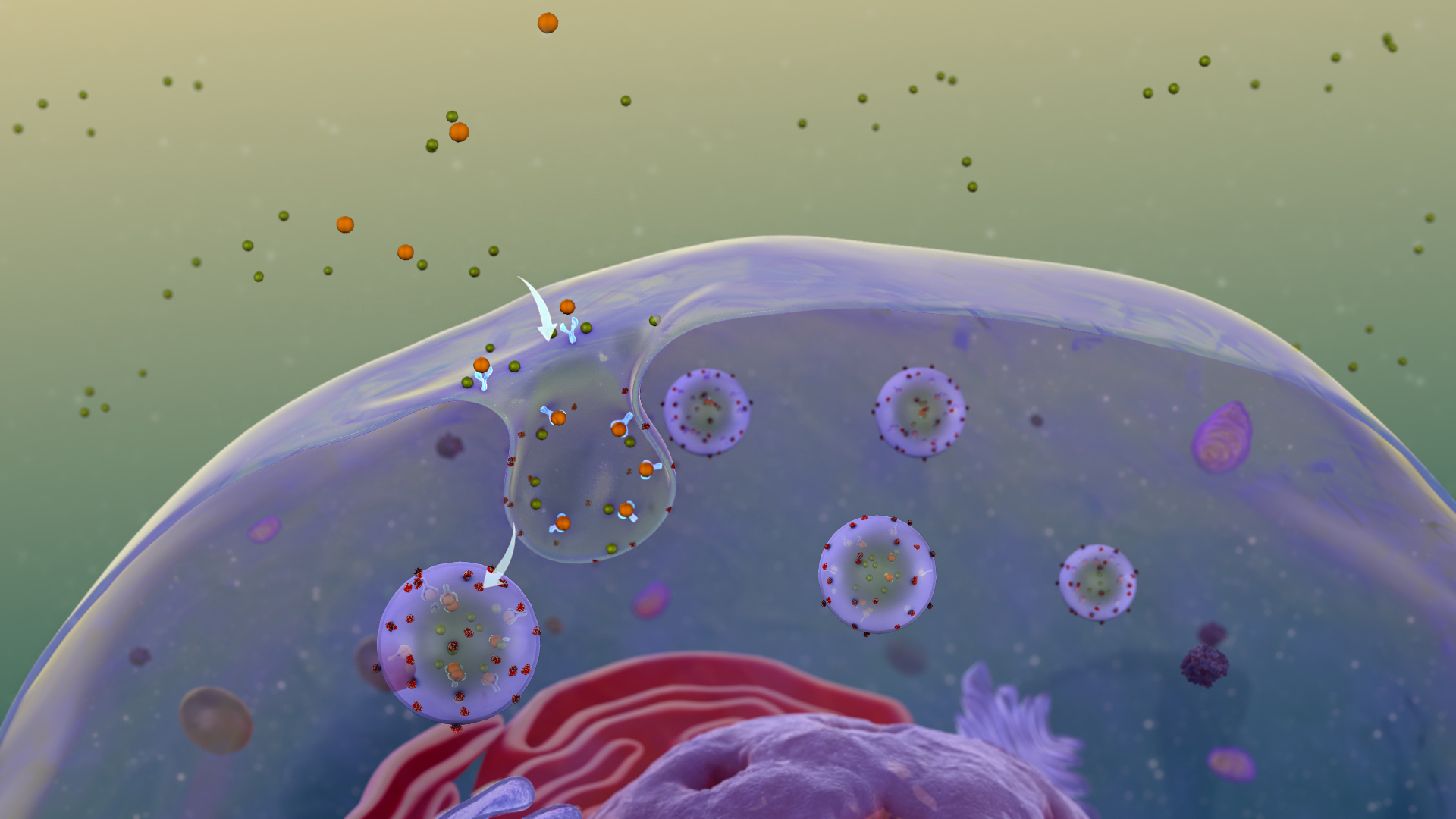
Эндоцитоз запускается при активации определённого рецептора.

Функция рецептор-опосредованного эндоцитоза разнообразна. Он широко используется для специфического поглощения определённых веществ, необходимых клетке (примеры включают ЛПНП через рецептор ЛПНП или железо через трансферрин). Роль рецептор-опосредованного эндоцитоза хорошо известна в регуляции трансмембранной передачи сигнала, но она также может способствовать устойчивой передаче сигнала. Активированный рецептор интернализуется и транспортируется в поздние эндосомы и лизосомы для деградации. Однако рецептор-опосредованный эндоцитоз также активно участвует в передаче сигналов от периферии клетки к ядру. Это стало очевидным, когда было обнаружено, что ассоциация и образование специфических сигнальных комплексов посредством клатрин-опосредованного эндоцитоза необходимы для эффективной передачи сигналов гормонов (например, EGF). Кроме того, было высказано предположение, что для включения передачи сигналов может потребоваться направленный транспорт активных сигнальных комплексов в ядро из-за того, что случайная диффузия происходит слишком медленно, и механизмы постоянного подавления входящих сигналов достаточно сильны, чтобы полностью отключить передачу сигналов без дополнительных механизмов передачи сигналов.

## Эксперименты
Используя флуоресцентные или электромагнитно-видимые красители для маркировки специфических молекул в живых клетках, можно проследить интернализацию молекул груза и эволюцию клатриновой ямки с помощью флуоресцентной микроскопии и иммуноэлектронной микроскопии.
Поскольку процесс неспецифичен, лиганд может быть переносчиком для более крупных молекул. Если клетка-мишень имеет известный специфический пиноцитозный рецептор, лекарства могут быть присоединены и усвоены.
Для достижения интернализации наночастиц в клетки, такие как Т-клетки, можно использовать антитела для нацеливания наночастиц на специфические рецепторы на поверхности клеток (такие как CCR5). Это один из методов улучшения доставки лекарств к иммунным клеткам.
Разработка фотопереключаемых пептидных ингибиторов белок-белковых взаимодействий, участвующих в клатрин-опосредованном эндоцитозе (пептиды светофоров) и сообщалось о фотопереключаемых низкомолекулярных ингибиторах динамина (Dynazos). Эти фотофармакологические соединения позволяют осуществлять пространственно-временной контроль эндоцитоза с помощью света.